# Сасан (станция метро)
Станция «Сасан» (кор. 사상역 Сасаннёк) — пересадочная станция Пусанского метро, представленная подземной частью на Второй линии и эстакадной частью  на линии Пусан — Кимхэ. Для линии Пусан — Кимхэ станция является конечной. Обе станции представлены двумя боковыми платформами. Станция на Первой линии обслуживается Пусанской транспортной корпорацией, на линии Пусан — Кимхэ —  транспортной корпорацией Пусан — Кимхэ (B&G Metro). Расположена в квартале Gwaebeop-dong муниципального района Сасангу Пусана (Южная Корея). На станции установлены платформенные раздвижные двери.
Станция на Первой линии была открыта 30 июня 1999 года, на линии Пусан — Кимхэ — 16 сентября 2011 года.
Открытие станции на Первой линии было совмещено с открытием 1-й очереди Второй линии — участка длиной 20,9 км и ещё 19 станцийː «Пуам» (220), «Кая», «Университет Тонъи», «Кэгым», «Нэнджон», «Чуре», «Камджон», «Токпхо», «Модок», «Мора», «Кунам», «Кумён», «Токчхон», «Суджон», «Хвамён», «Юлли», «Тонвон», «Кымгок» и «Хопхо» (239). Открытие станции на линии Пусан — Кимхэ было совмещено с запуском всей линии с 21 станцией.
Восточнее станции метро расположена одноименная ж/д станция на линиях Кёнбусон (Пусан—Сеул) и Кая (только в Пусане), открытая 1 ноября 1921 года.

Галерея станции метро Сасан
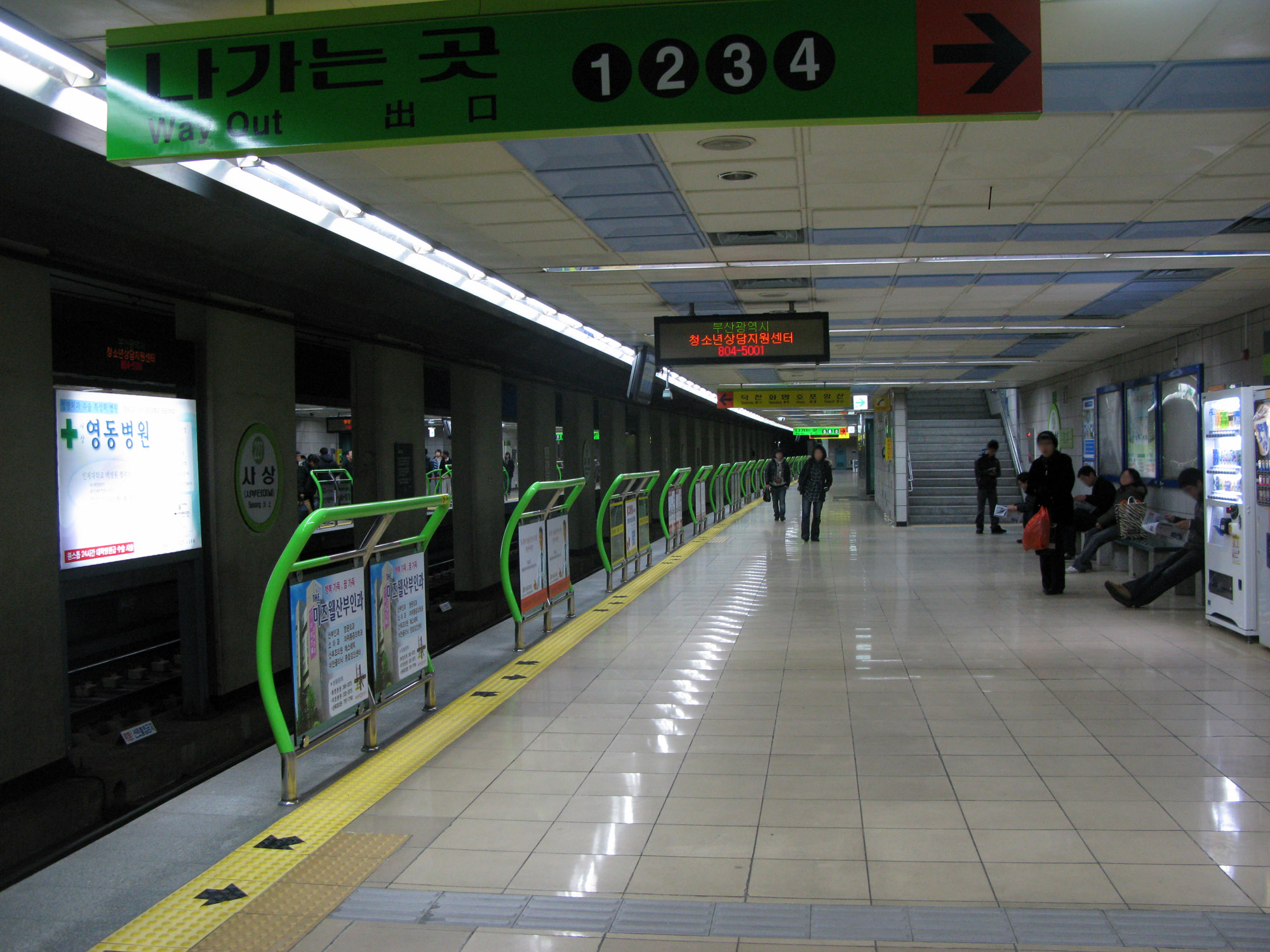
платформа подземной станции
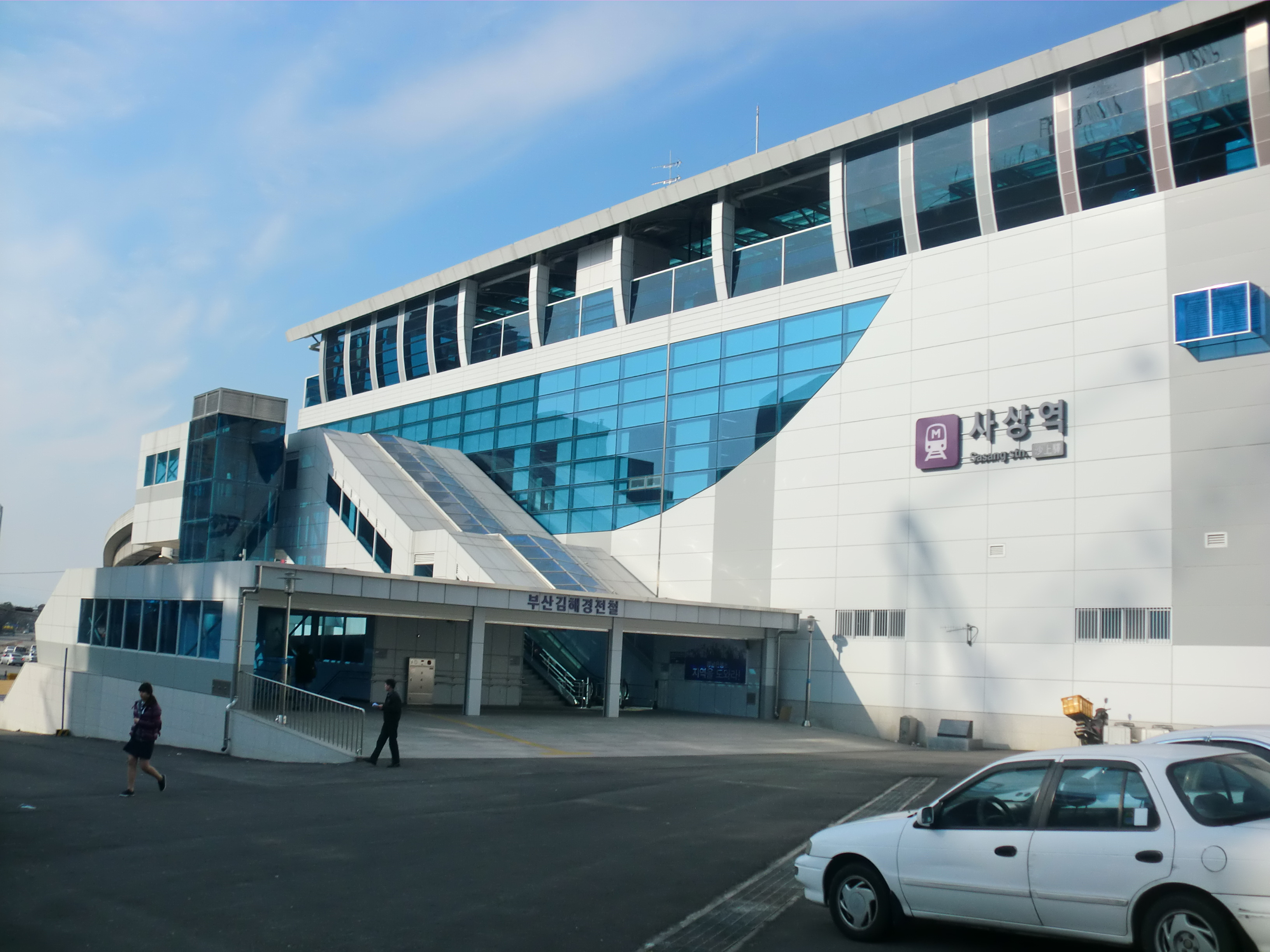
вид на эстакадную станцию
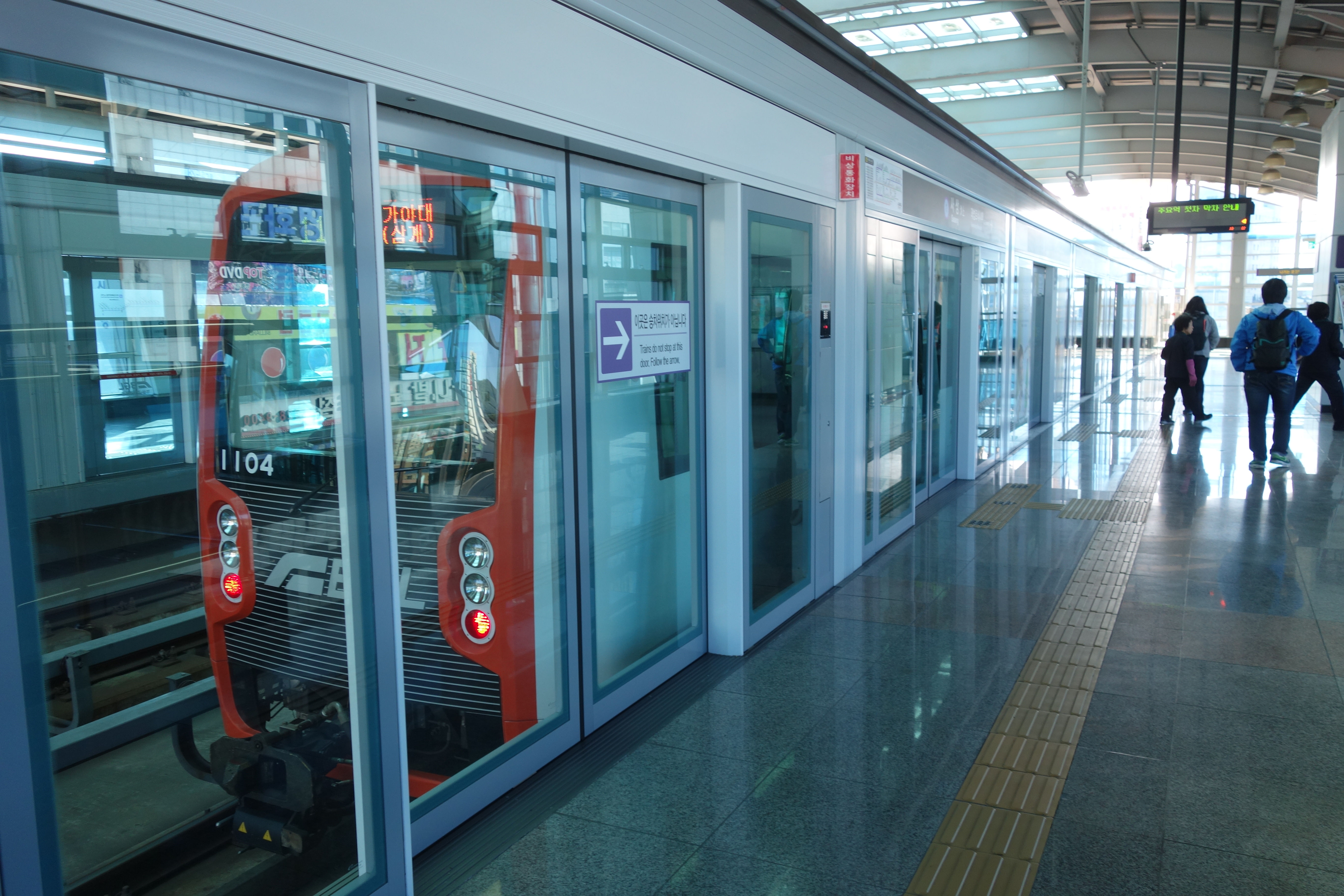
платформа эстакадной станции